# エリヴァウド・アントニオ・サライバ
ヴァウド (Valdo) こと、エリヴァウド・アントニオ・サライバ（Erivaldo Antonio Saraiva、1980年11月22日 - ）は、ブラジル・サンパウロ州クバタン出身の元プロサッカー選手。現役時代のポジションはフォワード。

## 経歴

### ブラジル時代
2002年、サン・ヴィセンテACでキャリアをスタート。翌年セリエBに降格したSEパルメイラスに移籍した。クラブはセリエA復帰を果たしたが、レギュラーを確保することは出来なかった。シーズン終了後にクラブを離れ、以降ACジュベントス、リオ・ブランコEC、AEジャタイエンセ、ECペロタス、ノヴァ・イグアスFC、モト・クルブ・ジ・サン・ルイス、アトレチコ・ソロカーバ、AAルジアニアといった下位クラブを転々とした。

### 海外リーグ時代
2007年、チュニジア・リーグのCSハマム・リフに移籍。チームの成績には反映されなかったものの、ここでのプレーぶりが注目を集め、後の中国移籍につながった。
2008年中国サッカー・スーパーリーグの杭州緑城足球倶楽部に移籍。移籍後7試合で10ゴールを挙げるなどめざましい活躍を披露したが、クラブを上位に押し上げることは出来なかった。2009年7月にはマンチェスター・ユナイテッドFCとの親善試合に出場し、ゴールを決めている(試合は2-8で敗北)。
2010年、前年のリーグ王者である北京国安足球倶楽部に移籍。4月28日開催のアジアチャンピオンズリーググループステージ・川崎フロンターレ戦で初ゴール。
6月、湘南ベルマーレに移籍。シーズン終了後退団。
2011年5月、遼寧宏運足球倶楽部に加入。

## 個人成績
| 国内大会個人成績 | 国内大会個人成績 | 国内大会個人成績 | 国内大会個人成績 | 国内大会個人成績 | 国内大会個人成績 | 国内大会個人成績 | 国内大会個人成績 | 国内大会個人成績 | 国内大会個人成績 | 国内大会個人成績 | 国内大会個人成績 |
| 年度             | クラブ           | 背番号           | リーグ           | リーグ戦         | リーグ戦         | リーグ杯         | リーグ杯         | オープン杯       | オープン杯       | 期間通算         | 期間通算         |
| 年度             | クラブ           | 背番号           | リーグ           | 出場             | 得点             | 出場             | 得点             | 出場             | 得点             | 出場             | 得点             |
| 日本             | 日本             | 日本             | 日本             | リーグ戦         | リーグ戦         | リーグ杯         | リーグ杯         | 天皇杯           | 天皇杯           | 期間通算         | 期間通算         |
| ---------------- | ---------------- | ---------------- | ---------------- | ---------------- | ---------------- | ---------------- | ---------------- | ---------------- | ---------------- | ---------------- | ---------------- |
| 2010             | 湘南             | 38               | J1               | 8                | 0                | 0                | 0                |                  |                  |                  |                  |
| 通算             | 日本             | 日本             | J1               | 8                | 0                | 0                | 0                |                  |                  |                  |                  |
| 総通算           | 総通算           | 総通算           | 総通算           | 8                | 0                | 0                | 0                |                  |                  |                  |                  |